# Baylor Scheierman
Baylor Scheierman (Hastings, 26 settembre 2000) è un cestista statunitense, professionista nella NBA con i Boston Celtics.

## Carriera
Dopo aver trascorso la carriera universitaria con i SDSU Jackrabbits e i Creighton Bluejays, nel 2024 viene selezionato con la trentesima scelta assoluta al Draft NBA dai Boston Celtics.

## Statistiche

### College
| Anno      | Squadra            | PG  | PT  | MP   | TC%  | 3P%  | TL%  | RP  | AP  | PRP | SP  | PP   |
| --------- | ------------------ | --- | --- | ---- | ---- | ---- | ---- | --- | --- | --- | --- | ---- |
| 2019-2020 | SDSU Jackrabbits   | 32  | 3   | 20,2 | 42,7 | 24,7 | 66,7 | 4,7 | 2,2 | 0,4 | 0,2 | 6,0  |
| 2020-2021 | SDSU Jackrabbits   | 23  | 23  | 35,2 | 49,8 | 43,8 | 84,5 | 9,2 | 4,0 | 1,0 | 0,2 | 15,4 |
| 2021-2022 | SDSU Jackrabbits   | 35  | 35  | 33,3 | 50,8 | 46,9 | 80,2 | 7,8 | 4,5 | 1,3 | 0,1 | 16,2 |
| 2022-2023 | Creighton Bluejays | 37  | 37  | 32,7 | 42,4 | 36,4 | 84,0 | 8,3 | 3,3 | 1,0 | 0,2 | 12,8 |
| 2023-2024 | Creighton Bluejays | 35  | 35  | 36,8 | 44,8 | 38,1 | 87,6 | 9,0 | 3,9 | 0,9 | 0,1 | 18,5 |
| Carriera  | Carriera           | 162 | 133 | 31,6 | 46,1 | 39,0 | 82,0 | 7,8 | 3,6 | 0,9 | 0,2 | 13,8 |

### NBA

#### Regular Season
| Anno      | Squadra        | PG | PT | MP   | TC%  | 3P%  | TL%  | RP  | AP  | PRP | SP  | PP  |
| --------- | -------------- | -- | -- | ---- | ---- | ---- | ---- | --- | --- | --- | --- | --- |
| 2024-2025 | Boston Celtics | 31 | 2  | 12,4 | 35,5 | 31,7 | 75,0 | 2,1 | 1,1 | 0,5 | 0,1 | 3,6 |
| Carriera  | Carriera       | 31 | 2  | 12,4 | 35,5 | 31,7 | 75,0 | 2,1 | 1,1 | 0,5 | 0,1 | 3,6 |

#### Playoffs
| Anno     | Squadra        | PG | PT | MP  | TC%  | 3P%  | TL% | RP  | AP  | PRP | SP  | PP  |
| -------- | -------------- | -- | -- | --- | ---- | ---- | --- | --- | --- | --- | --- | --- |
| 2025     | Boston Celtics | 3  | 0  | 5,5 | 30,0 | 40,0 | -   | 1,0 | 0,0 | 0,0 | 0,0 | 2,0 |
| Carriera | Carriera       | 3  | 0  | 5,5 | 30,0 | 40,0 | -   | 1,0 | 0,0 | 0,0 | 0,0 | 2,0 |

### G League

#### Regular Season
| Anno      | Squadra       | PG | PT | MP   | TC%  | 3P%  | TL%  | RP  | AP  | PRP | SP  | PP   |
| --------- | ------------- | -- | -- | ---- | ---- | ---- | ---- | --- | --- | --- | --- | ---- |
| 2024-2025 | Maine Celtics | 25 | 17 | 34,3 | 42,0 | 37,7 | 82,8 | 6,4 | 4,3 | 1,2 | 0,3 | 19,4 |
| Carriera  | Carriera      | 25 | 17 | 34,3 | 42,0 | 37,7 | 82,8 | 6,4 | 4,3 | 1,2 | 0,3 | 19,4 |